# IC 428
IC 428 — галактика типу EN+RN () у сузір'ї Оріон.
Цей об'єкт міститься в оригінальній редакції індексного каталогу.